# キミのとなりで青春中。
『キミのとなりで青春中。』（キミのとなりでせいしゅんちゅう。）は、藤沢志月による日本の漫画作品。『ベツコミ』（小学館）2008年8月号から2011年8月号まで連載された。単行本全8巻。

## あらすじ
美羽と慶太は姉弟のような幼なじみ。だけど親の事情で慶太はアメリカに引っ越し、離ればなれになってしまう。そんなある日、3年前に引っ越しした慶太が帰ってくる。超カッコよくなった慶太に、告白し、付き合うことになった美羽。そんな美羽と慶太の青春ラブストーリー。

## 登場人物
柏木美羽（かしわぎ みう）
主人公。家計を切り盛りし、恋愛には興味ゼロな高校2年生。3年前に引っ越した慶太と再会し、付き合う。
東原慶太（ひがしはら けいた）
美羽の幼なじみ。3年前に美羽に告白し、フラれたことがきっかけに、3年経った今でも美羽が好きということは隠していた。
七瀬麻里香（ななせ まりか）
自称慶太が好きと言っているが遊園地デートのときに、慶太に幼なじみの小林が好きだと見破られる。
小林裕也（こばやし ゆうや）
美羽が好きで告白し、フラれたが未練が残っている。七瀬とは幼なじみ。
アレクサンドラ・ヤマモト
慶太がアメリカに行ったときの女友達。慶太が好きで取り返すために日本に帰国。芸能人顔負けの美人。

## 書誌情報
- 藤沢志月 『キミのとなりで青春中。』 小学館 〈フラワーコミックス〉、全8巻
  1. 2008年12月24日発売[2]、ISBN 978-4-09-132158-9
  2. 2009年5月26日発売[3]、ISBN 978-4-09-132376-7
    - 番外編〜君においつきたい〜（『』）
    - 番外編〜恐るべし!お年玉〜（『』）

  3. 2009年9月25日発売[4]、ISBN 978-4-09-132677-5
    - 番外編（『』）

  4. 2010年2月26日発売[5]、ISBN 978-4-09-133114-4
    - 番外編（『』）

  5. 2010年8月26日発売[6]、ISBN 978-4-09-133393-3
    - 番外編 麻里香の恋♥（『』）

  6. 2011年1月26日発売[7]、ISBN 978-4-09-133488-6
  7. 2011年5月26日発売[8]、ISBN 978-4-09-133797-9
  8. 2011年9月26日発売[9]、ISBN 978-4-09-134038-2
    - 特別編〜慶太・イケメンの秘密〜（『』）